# Bujdosó Imre
Bujdosó Imre (Berettyóújfalu, 1959. február 12. –) olimpiai bajnok kardvívó.

## Sportolói pályafutása
1973-tól a BSE, 1987-től  a Vasas SC versenyzője. Már az 1984-es Los Angeles-i olimpián is részt vett volna, ha nem következik be a bojkott. 1986-ban megkapta az „Év vívója” címet.
1988-ban megnyerte a kard világkupát. A szöuli olimpián a Bujdosó Imre, Csongrádi László, Gedővári Imre, Nébald György, Szabó Bence összetételű férfi kardcsapat a döntőig menetelt, ahol a szovjet csapatot győzték le, ezzel 28 év után újra Magyarország lett az olimpiai bajnok. A kard válogatott az év csapata választáson második lett. 1991-ben a kard válogatott ismét világbajnok lett. A következő olimpián, 1992-ben Barcelonában a kardcsapat Abay Péter, Bujdosó Imre, Köves Csaba, Nébald György, Szabó Bence összetételben ezüstérmet szerzett, a döntőben az Egyesített Csapat válogatottjával szemben maradt alul. 1994 decemberében fejezte be a versenysportot.
1989-től 1994-ig a Magyar Vívószövetség elnökségének tagja. 1991-ben tagja lett a MOB Sportolói Bizottságának. 1994 óta Németországban, Koblenzben edzősködik.
Szülővárosában, Berettyóújfaluban díszpolgárrá választották.

## Családja
Nős, három gyermeke van. Balázs, Gergő, aki a német vívószövetség versenybírója lett és lánya, Bujdosó Alexandra német színekben versenyez, és kard egyéniben indult a pekingi olimpián, ahol a legjobb 32 közé jutott, és ott egy kínai versenyző búcsúztatta.

## Eredményei
- Olimpiai bajnok: 1988 kard csapat
- Olimpiai ezüstérmes: 1992 kard csapat
- Világbajnokság: 1982-ben Rómában, majd 1991-ben Budapesten aranyérmet szerzett a kard csapattal, ezeken kívül még három ezüst és egy bronzérmet szerzett
- Európa-bajnok: 1991 kard csapat

## Díjai, elismerései
- Az év magyar vívója (1986)
- A Magyar Népköztársaság Csillagrendje (1988)
- Magyar Köztársasági Arany Érdemkereszt (1992)
- Berettyóújfalu díszpolgára (1994)[3]